# Myoporum
Myoporum ist eine Pflanzengattung innerhalb der Familie der Braunwurzgewächse (Scrophulariaceae). Die 28 bis 30 Arten besitzen eine indo-pazifische Verbreitung; das Zentrum der Artenvielfalt ist Australien, drei Arten kommen in Neuseeland vor, je eine Art gibt es in Südostasien, Mikronesien, auf Mauritius und auf einigen Pazifischen Inseln (beispielsweise Hawaii). Einige Arten werden als Zierpflanzen oder Windschutz, beispielsweise als Hecken verwendet.

## Beschreibung

### Vegetative Merkmale
Myoporum-Arten wachsen als Sträucher oder kleine Bäume. Die harzhaltigen, vegetativen Pflanzenteile sind meist kahl oder selten fein behaart.
Die wechselständig oder selten gegenständig an den Zweigen angeordneten Laubblätter sind sitzend bis kurz gestielt, aber die Blattspreiten verschmälern sich zur Spreitenbasis hin oft blattstielartig. Die einfachen Blattspreiten sind je nach Art elliptisch bis verkehrt-eiförmig, lanzettlich oder spatelförmig und drüsig punktiert. Der Blattrand ist ganz oder gesägt bis gezähnt. Es sind keine Nebenblätter vorhanden.

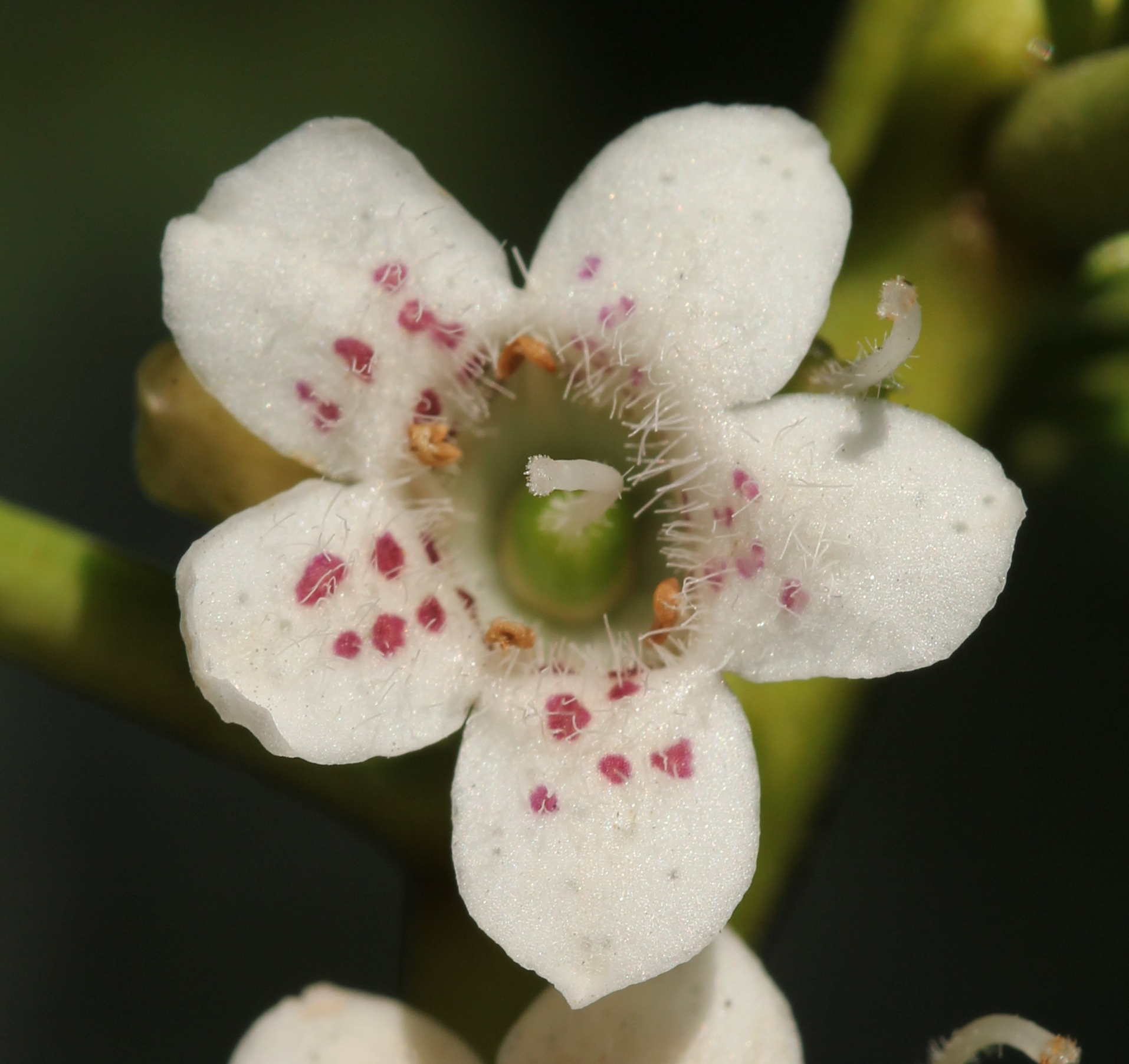
Fünfzählige Blüte von Myoporum laetum

### Generative Merkmale
Ein bis zwölf Blüten stehen in den Blattachseln zusammen. Die zwittrigen oder funktionell eingeschlechtlichen Blüten sind mehr oder weniger radiärsymmetrisch und selten vier- oder meist fünfzählig mit doppelter Blütenhülle. Die vier- oder fünf mehr oder weniger gleichen Kelchblätter sind frei oder nur an ihrer Basis verwachsen. Die vier- oder fünf weißen oder manchmal etwas rosafarbenen, manchmal gefleckten Kronblätter sind zu einer glockenförmigen Kronröhre verwachsen, die meist kürzer ist als die Kronlappen. Die mehr- oder weniger gleich großen Kronlappen sind ausgebreitet, manchmal sind sie schwach zweilippig. Die meist vier in der Kronröhre inserierten Staubblätter stehen in ungleich langen Paaren zusammen und überragen den Kronschlund nur manchmal etwas. Die Staubbeutel sind nierenförmig. Zwei Fruchtblätter sind zu einem oberständigen Fruchtknoten verwachsen, der meist zweikammerig ist oder durch Scheidewände vierkammerig, selten mit mehr Kammern. Je Fruchtknotenkammer ist nur eine oder zwei Samenanlage vorhanden. Der Griffel ist mehr oder weniger gerade, die Narbe ist ganz bis leicht gelappt. Es ist ein Diskus vorhanden.
Die steinfruchtartigen Früchte sind mehr oder weniger trocken und seitlich abgeflacht.

## Systematik

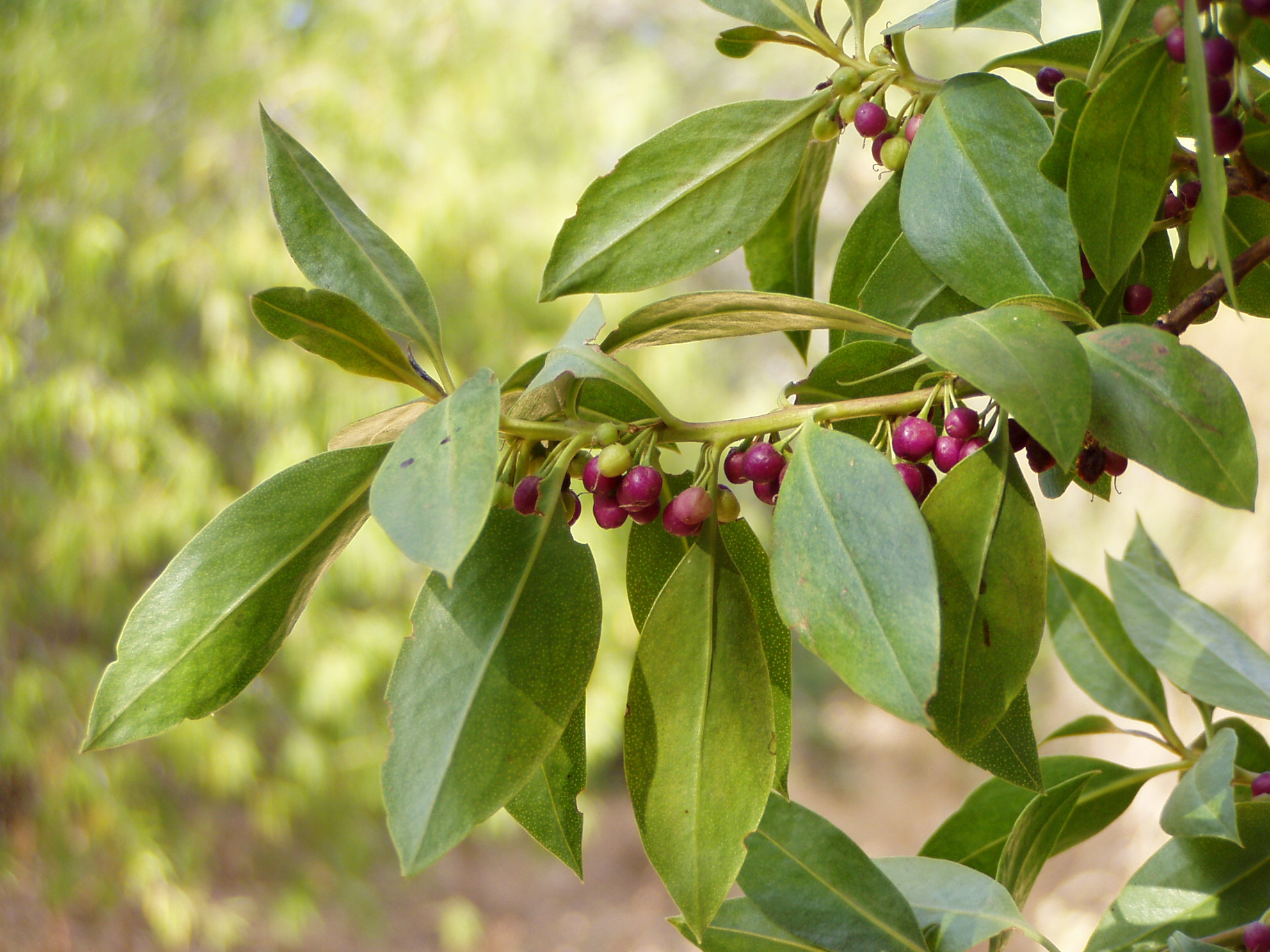
Zweig mit Laubblättern und Früchten von Myoporum laetum

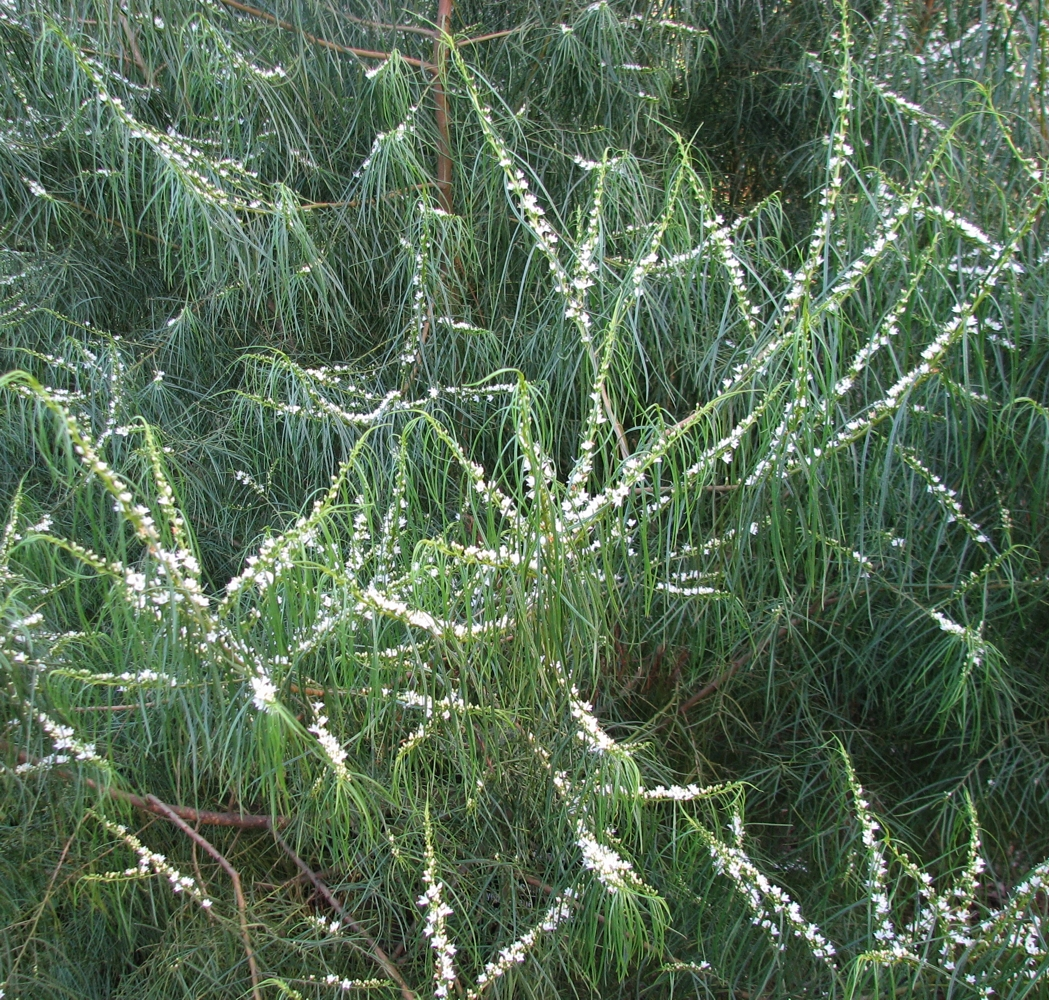
Habitus einer blühenden Myoporum floribundum

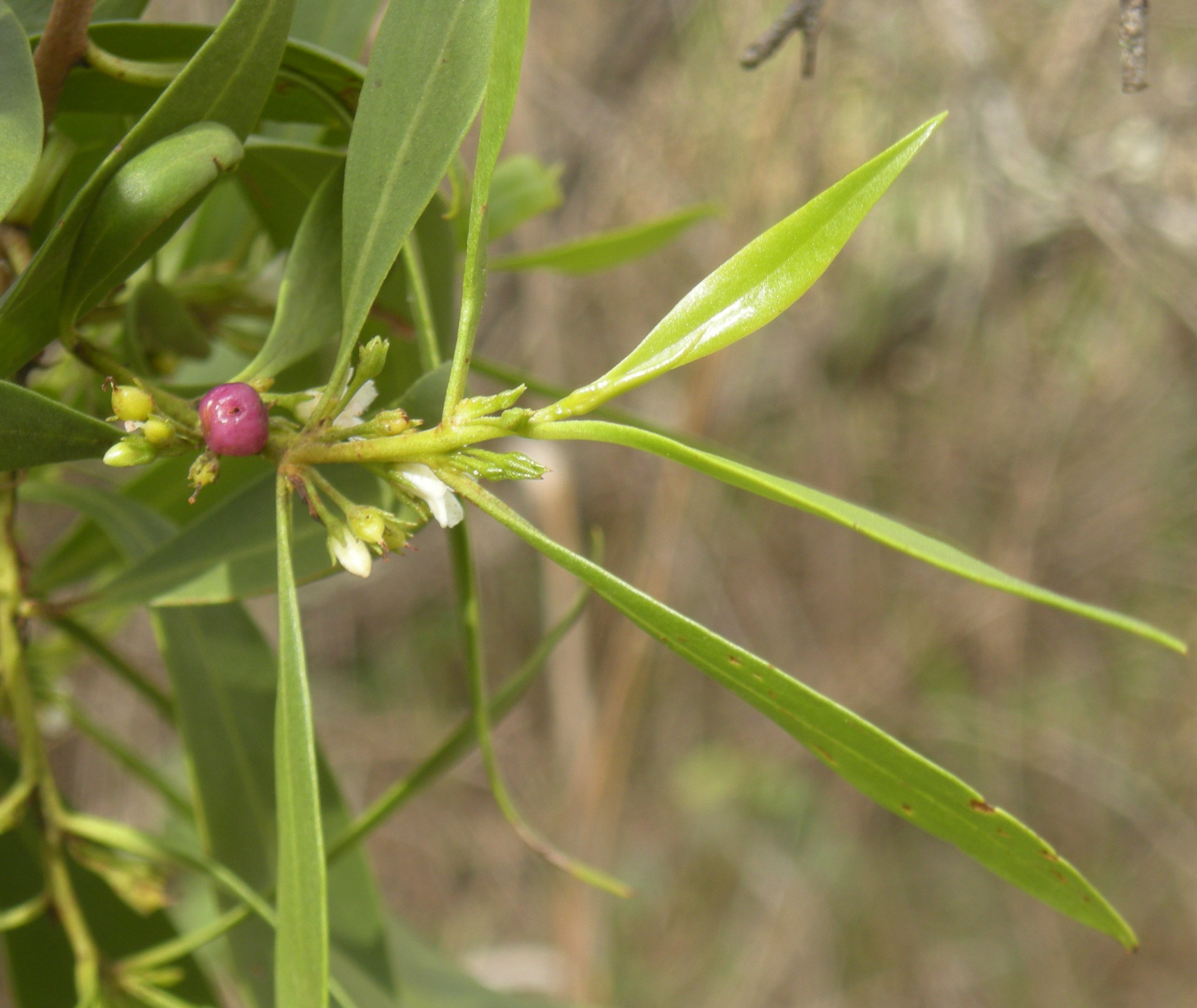
Laubblätter und reife Frucht von Myoporum montanum

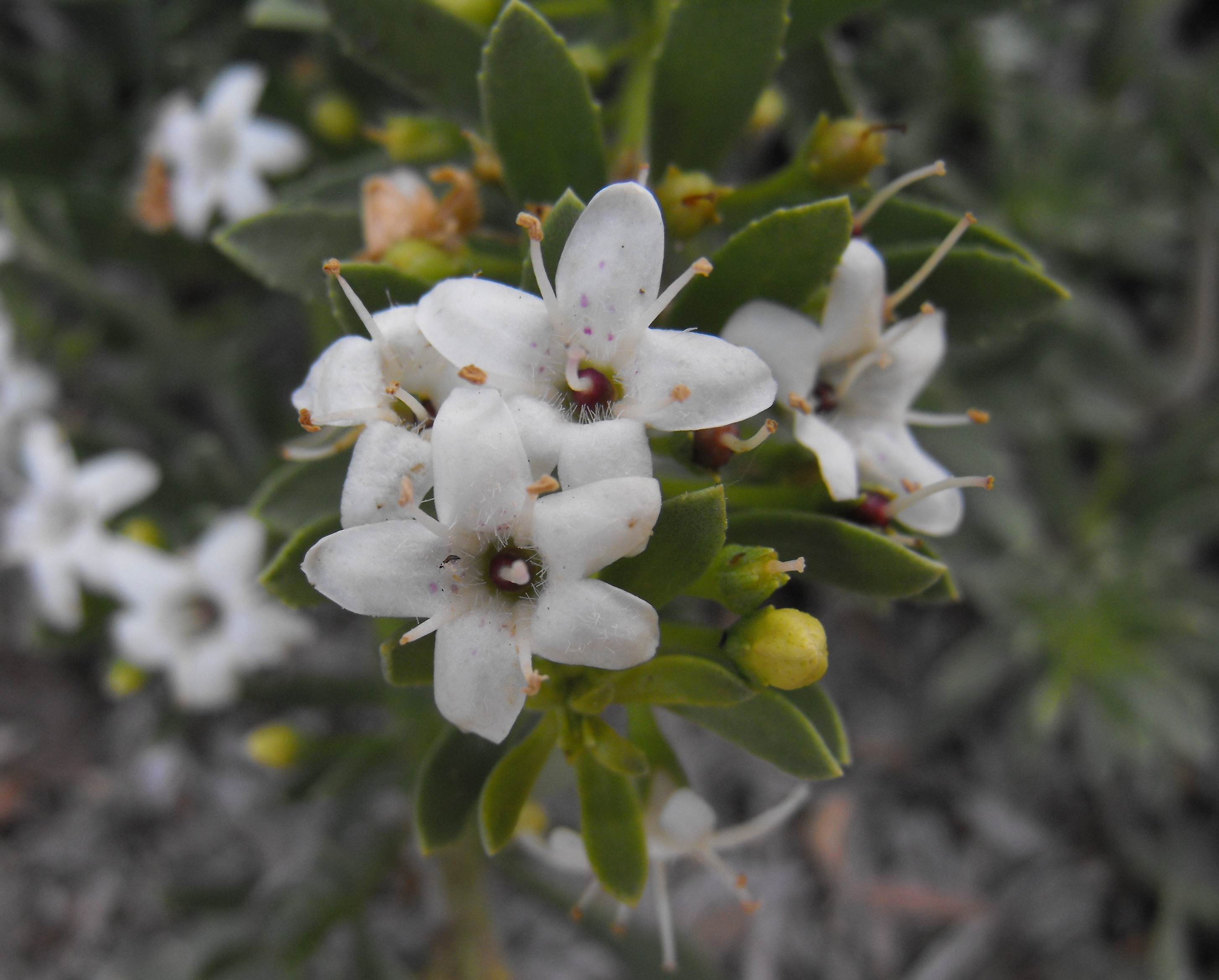
Zweig mit Laubblättern und fünfzähligen, radiärsymmetrischen Blüten von Myoporum parvifolium

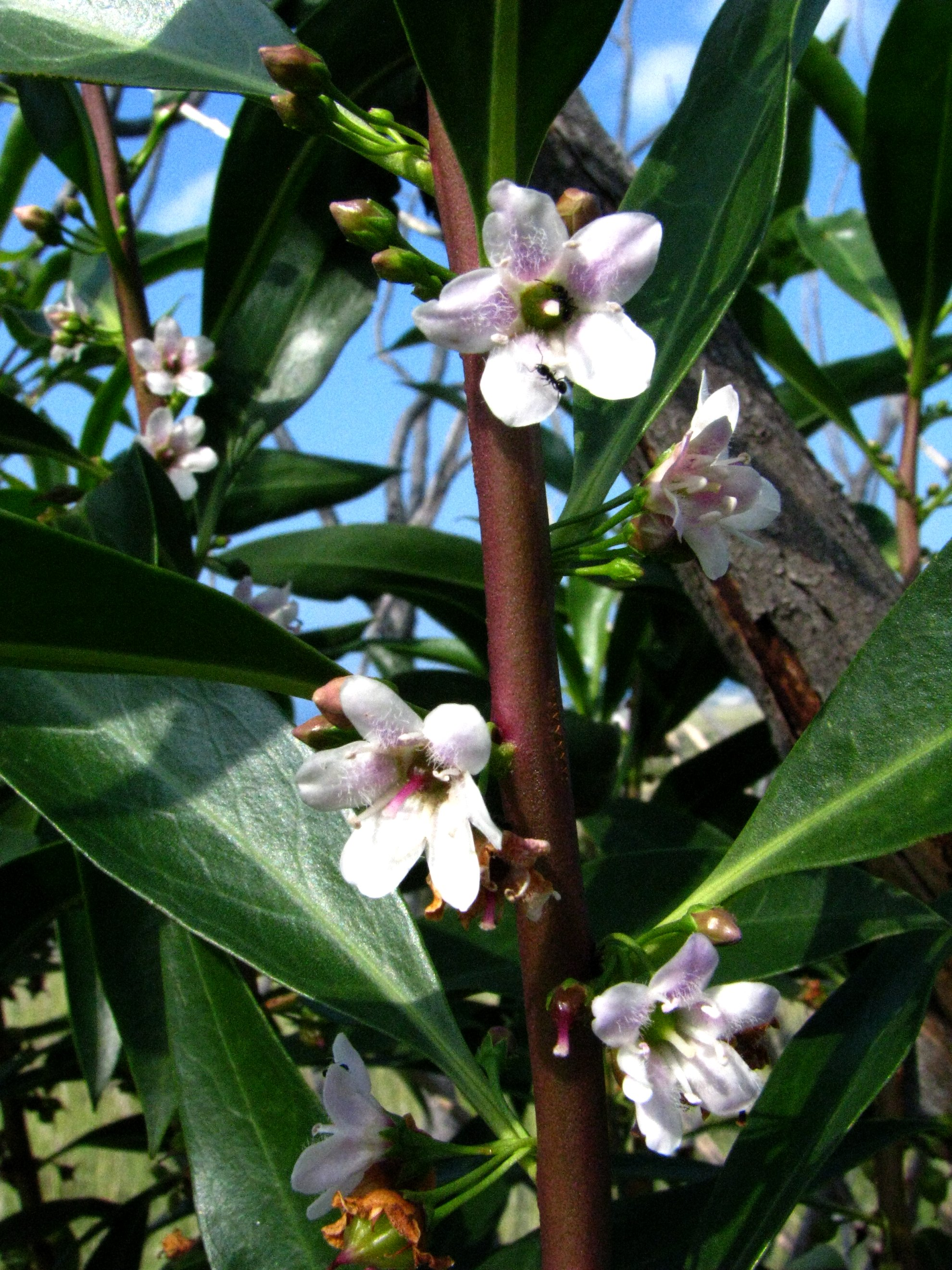
Fünfzählige, radiärsymmetrische Blüten von Myoporum sandwicense subsp. sandwicense

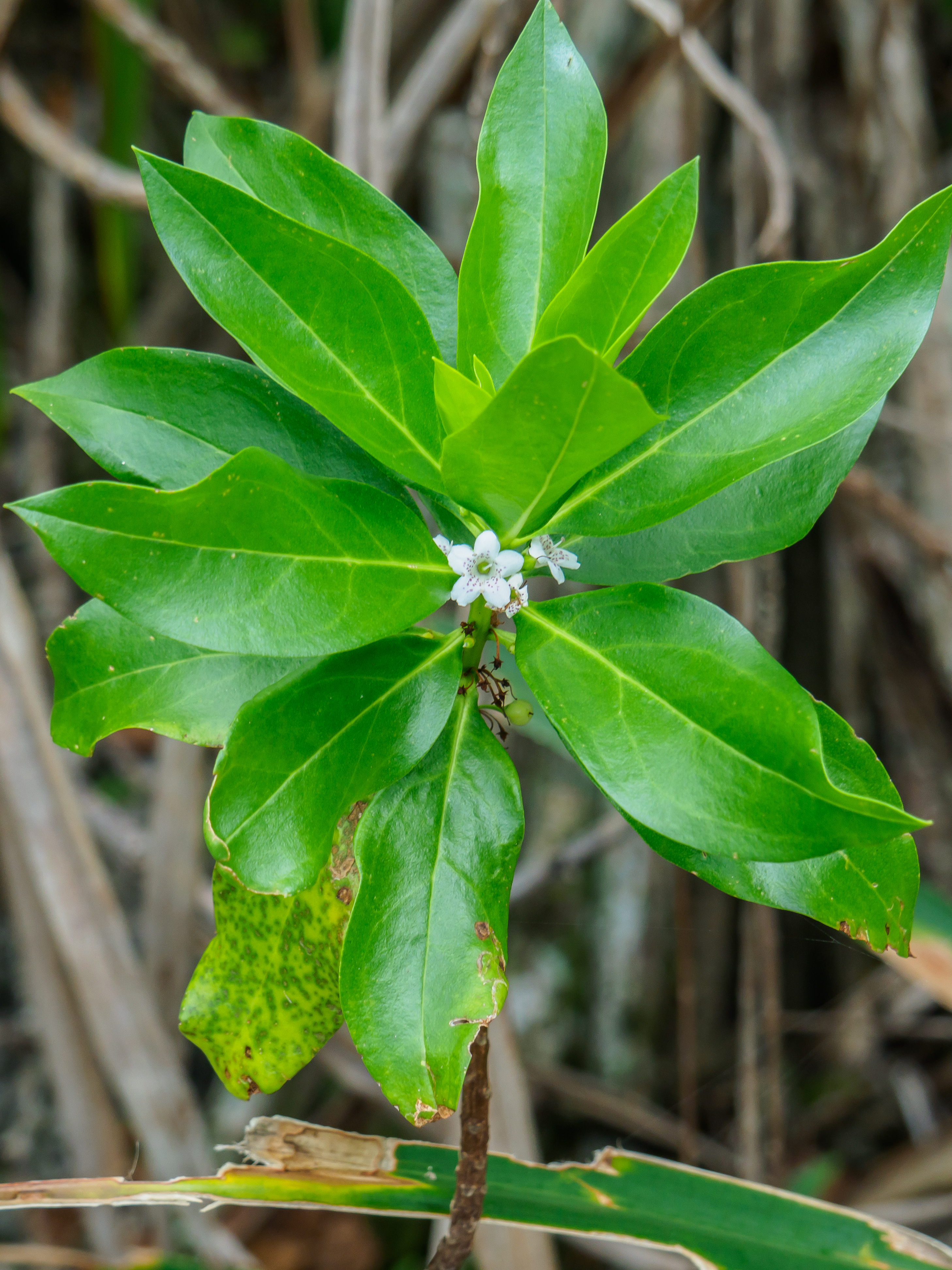
Myoporum wilderi – endemisch auf Mangaia (Cookinseln)

Die Gattung Myoporum wurde 1786 durch Daniel Solander in Georg Forster: Florulae Insularum Australium Prodromus, S. 44 aufgestellt. Typusart ist Myoporum laetum G.Forst. Der Gattungsname Myoporum ist von den griechischen Wörtern myo für geschlossen und poros für Pore abgeleitet, dies bezieht sich auf die geschlossene Wirkung der Blattdrüsen. Synonyme für Myoporum Sol. ex G. Forst. sind: Andreusia Vent., Disoon A.DC., Pogonia Andrews nom. illeg.
Die Gattung Myoporum gehört zur Tribus Myoporeae innerhalb der Familie Scrophulariaceae. Sie wurde früher in eine Familie Myoporaceae Benth. gestellt.
Es gibt 28 bis 30 Myoporum-Arten:
- Myoporum acuminatum R.Br.: Sie ist in den australischen Bundesstaaten östliches New South Wales sowie südöstliches Queensland verbreitet.[8][7]
- Myoporum bateae F.Muell.: Sie kommt nur im australischen Bundesstaat New South Wales vor.[8]
- Myoporum betcheanum L.S.Sm.: Sie ist in den australischen Bundesstaaten Queensland sowie New South Wales verbreitet.[8]
- Myoporum boninense Koidz.: Es gibt seit 2007 zwei Unterarten:
  - Myoporum boninense subsp. australe Chinnock (Syn.: Pogonia glabra Andrews, Andreusia glabra (Andrews) Vent., Myoporum tenuifolium var. glabrum (Andrews) Domin, Myoporum ellipticum R.Br. nom. illeg., Myoporum acuminatum var. ellipticum Benth., Myoporum tenuifolium var. ellipticum (Benth.) Domin): Sie ist in den australischen Bundesstaaten Queensland sowie New South Wales verbreitet.[8]
  - Myoporum boninense Koidz. subsp. boninense: Sie kommt auf den Marianen auf den Inseln Pagan, Saipan, Tinian, Rota sowie Guam vor. Sie gedeiht auf den Klippen am Ozean, meist auf Kalkstein.[3]
- Myoporum brevipes Benth.: Sie ist in Australien verbreitet.[8]
- Myoporum caprarioides Benth.: Sie ist in Australien verbreitet.[8]
- Myoporum cordifolium (F.Muell.) Druce: Sie ist in Australien verbreitet.[8]
- Myoporum crassifolium G.Forst.: Sie kommt auf Neukaledonien und den dazugehörenden Loyalitätsinseln vor.[9]
- Myoporum degeneri (G.L.Webster) O.Deg & I.Deg. (Syn.: Myoporum sandwicense var. degeneri G.L.Webster): Diese seltene und gefährdete Art gedeiht an felsigen Hängen nur im östlichen Maui.[9]
- Myoporum floribundum A.Cunn. ex Benth.: Sie ist in Australien verbreitet.[8]
- Myoporum insulare R.Br.: Sie ist in den australischen Bundesstaaten südöstliches New South Wales, South Australia, Victoria, südliches Western Australia und Tasmanien verbreitet.[8][7]
- Myoporum laetum G.Forst. (Syn.: Myoporum tenuifolium auct.): Sie kommt auf der neuseeländischen Nord- und Südinsel und auf den Chatham-Inseln vor.[7]
- Myoporum mauritianum A.DC.: Es ist die einzige Art, die auf Inseln im Indischen Ozean vorkommt und zwar nur auf Mauritius und Rodrigues. Sie gilt als selten und gefährdet.[9]
- Myoporum montanum R.Br.: Sie ist in Australien verbreitet.[8]
- Myoporum obscurum Endl.: Sie ist in Australien verbreitet.[8]
- Myoporum oppositifolium R.Br.: Sie ist in Australien verbreitet.[8]
- Myoporum parvifolium R.Br.: Sie ist in den australischen Bundesstaaten südwestliches New South Wales, südöstliches South Australia, westliches Victoria und auf Flinders Island das zu Tasmanien gehört verbreitet.[8][7]
- Myoporum petiolatum Chinnock: Sie ist in Australien verbreitet.[8]
- Myoporum platycarpum R.Br.: Sie ist in den australischen Bundesstaaten New South Wales, im südöstlichen Queensland, South Australia, Victoria sowie im südlichen Western Australia verbreitet.[8][7]
- Myoporum rapense F.Brown: Es gibt zwei Unterarten:
  - Myoporum rapense subsp. kermadecense (W.R.Sykes) Chinnock (Syn.: Myoporum kermadecense Sykes): Es ist ein Endemit auf den zu Neuseeland gehörenden Kermadecinseln.[10]
  - Myoporum rapense F.Brown subsp. rapense: Es ist ein Endemit auf der zu Französisch-Polynesien gehörenden Insel Rapa Iti. Sie wurde 1998 bei der IUCN als „Least Concern“ = „nicht gefährdet“ bewertet. Die kahle Baum besitzt ein duftendes Holz.[11]
- Myoporum rimatarense F.Brown: Es ist ein Endemit auf der zu den Tubuai-Inseln in Französisch-Polynesien gehörenden Insel Rimatara.[12]
- Myoporum sandwicense A.Gray: Es gibt seit 2007 zwei Unterarten.[9]
  - Myoporum sandwicense A.Gray subsp. sandwicense: Sie kommt auf vielen der Inseln von Hawaii vor.[7]
  - Myoporum sandwicense subsp. lanaiense (Webster) Chinnock: Es ist ein Endemit der Insel Lana'i.[9]
- Myoporum semotum Heenan & de Lange: Es ist ein Endemit auf den zu Neuseeland gehörenden Chatham Islands.[10]
- Myoporum stellatum (G.L.Webster) O.Deg & I.Deg. (Syn.: Myoporum sandwicense var. stellatum G.L.Webster): Diese seltene und gefährdete Art gedeiht an felsigen Hängen nur an der südwestlichen Ecke von Oʻahu.[9]
- Myoporum stokesii F.Brown: Es ist ein Endemit auf der zu den Tubuai-Inseln in Französisch-Polynesien gehörenden Insel Raivavae. Sie wurde 1998 bei der IUCN als „Critically Endangered“ = „vom Aussterben bedroht“ bewertet.[13]
- Myoporum tenuifolium G.Forst.: Es ist ein Endemit auf den zu Neukaledonien gehörenden Loyalitätsinseln.[7]
- Myoporum tetrandrum (Labill.) Domin: Sie kommt nur im südwestlichen Teil des australischen Bundesstaates Western Australia vor.[8][7]
- Myoporum turbinatum Chinnock: Sie kommt nur im australischen Bundesstaat Western Australia vor.[8]
- Myoporum velutinum Chinnock: Sie kommt nur im australischen Bundesstaat Western Australia vor.[8]
- Myoporum viscosum R.Br.: Sie kommt nur im australischen Bundesstaat South Australia vor.[8]
- Myoporum wilderi Skottsb: Es ist ein Endemit auf der zu den Cookinseln gehörenden Insel Mangaia.[9]

Nicht mehr zur Gattung Myoporum, sondern zur 2007 reaktivierten monotypischen Gattung Pentacoelium Siebold & Zucc. gehört:
- Myoporum bontioides (Siebold & Zucc.) A.Gray → Pentacoelium bontioides Siebold & Zucc.: Sie kommt an den Küsten des südöstlichen China, von Taiwan, des nördlichen Vietnam und des südlichen Japan vor.